# Kisszalánc (Kassa-környéki járás)
Kisszalánc (szlovákul Slančík) falu Szlovákiában, a Kassai kerület Kassa-környéki járásában.

## Fekvése
A falu Nagyszalánctól északra, 300 méter magasan fekszik. Területe 3,31 km².

## Nevének eredete
Szalánc neve a szláv „slánac” (= sós vizű forrás) szóból származik, a mai szlovák Slanec visszaszlávosítás a magyarból.

## Története
A történeti feljegyzésekben 1270-ben szerepelt először „Terra Zalanch” néven. Ebben az időben a nagyszalánci vár urai birtokolták. 1330-ban Drugeth Vilmos szerezte meg, majd a Losonczy és a Forgách család birtokába került.
A 18. század végén Vályi András így ír róla: „SZALÁNCZ. Nagy Szaláncz Kis Szaláncz. Két magyar falu Abaúj Várm. Nagynak földes Ura Gr. Forgách; ennek pedig Gr. Forgách,Szirmay, és több Uraságok, lakosaik katolikusok, és más félék, fekszenek Regete-Ruszkának szomszédságában, mellynek filiáji; hajdani Vára nevezetesítette; földgyeik középszerűek, erdőjök jeles, legelőjök hasznos, vagyonnyaik külömbfélék.”
Fényes Elek 1851-ben kiadott geográfiai szótárában így ír a faluról: „Szaláncz (Kis), tót magyar falu, Abauj vgyében, Regete-Ruszkához 1 órányira hegyek között, 171 rom. kath., 23 g. katholikus, 2 evang., 60 ref., 27 zsidó lak. F. u. gr. Forgách, s m. Ut. p. Kassa 4 óra.”
Borovszky Samu monográfiasorozatának Abaúj-Torna vármegyét tárgyaló része szerint: „A Várhegy északi lejtőjén, a vasút mellett van Kis-Szaláncz 41 házzal, 255 magyar és tót lakossal. [...] A községnek posta- és táviró-állomása Nagy-Szaláncz.”
1920 előtt a település Abaúj-Torna vármegye Füzéri járásához tartozott.
1989-1990-ben közigazgatásilag Nagyszalánc része volt.

## Népessége
| Év:            | 1994. | 2004.   | 2014.   | 2024.   |
| -------------- | ----- | ------- | ------- | ------- |
| Emberek száma: | 238   | 222     | 212     | 217     |
| Eltérés:       |       | -6,72 % | -4,50 % | +2,35 % |

| Év:            | 2023. | 2024.   |
| -------------- | ----- | ------- |
| Emberek száma: | 215   | 217     |
| Eltérés:       |       | +0,93 % |

2011-ben 216 lakosából 204 szlovák volt.